# Star Wars: Quest for Planet X
Star Wars: The High Republic: Quest for Planet X es una novela juvenil de ciencia ficción estadounidense de 2023, escrita por Tessa Gratton y ambientada dentro de la franquicia Star Wars.

## Publicación
La novela fue publicada dentro de la iniciativa Star Wars: The High Republic, ambientada en la época de la Alta República, siendo además la segunda obra de Tessa Gratton para esta iniciativa, después de su trabajo en Path of Deceit junto con Justina Ireland.
Funciona como secuela de la novela juvenil Quest for the Hidden City, de George Mann, y fue la primera novela juvenil dentro de la segunda fase de publicación de la iniciativa editorial.

## Argumento
Sigue la historia y aventuras de Dass Leffbruk, un joven aventuro, Sky Graf, une pilote y genie de la tecnología, y Rooper Nitani, una joven padawan reclutada por los dos anteriores. Juntos, buscan ser de las primeras personas en viajar hasta el planeta X, donde desapareció el padre de Sky Graf.

## Recepción
Nate Manning, escribiendo para Star Wars News Net, calificó a la obra como una lectura que «valía la pena», y alabó el hecho de que la obra abordara la historia y evolución de los viajes hiperespaciales dentro de la historia ficticia del universo Star Wars, en un momento en el que, dentro de la narrativa, los viajes hiperespaciales no interconectaban aún la galaxia.
Aimee Hart, escribiendo para Gayming, alabó el personaje de Sky Graf, destacando además que Quest for Planet X se trabaja de la primera obra de Star Wars centrada en un personaje de género no binario. Alabó también su acercamiento a la disforia de género de Sky Graf, narrando la primera vez en la que su padre le regaló un binder a los 12 años, después de que Graf hubiese tenido un ataque de ansiedad a la hora de vestirse.
Por su parte Chris, escribiendo para Mynock Manor, celebró que en esta novela juvenil los personajes se comportaran y actuaran como verdaderos jóvenes, a la vez que agradeció que la historia de Dass y Rooper tuviese continuidad después de la novela original de George Mann.